# S (linguaggio di programmazione)
S è un linguaggio di programmazione per la statistica sviluppato da John Chambers presso i Bell Labs. Il nome è ispirato a quello del linguaggio C.
Il progetto GNU R è basato sul linguaggio S.